# Ліза Маркос
Ліза Маркос (англ. Lisa Marcos; * 15 березня 1982, Торонто, Онтаріо, Канада) — канадська акторка, найвідоміша за роллю детектива Чарлі Маркс у телесеріалі «Слухач». Почала кар'єру у 12 років як модель, але після 10 років роботи в цій області вирішила змінити професію та стати актрисою.

## Вибрана фільмографія
| Рік  | Українська назва          | Оригінальна назва  | Роль                                  | Примітки    |
| ---- | ------------------------- | ------------------ | ------------------------------------- | ----------- |
| 2002 | Мутанти X                 | Mutant X           | Аварис                                | 1 епізод    |
| 2003 | Veritas: У пошуках істини | Veritas: The Quest | Ванесса                               | 1 епізод    |
| 2004 | Чудопад                   | Wonderfalls        | медсестра                             | 1 епізод    |
| 2009 | Слухач                    | The Listener       | детектив Чарлі Маркс                  | 13 епізодів |
| 2010 | Кістки                    | Bones              | Джанет Лебланк, мисливиця за головами | 1 епізод    |